# Soúni–Zanatziá
Soúni–Zanatziá (grec moderne : Σούνι-Ζανατζιά) est un village de Chypre de plus de 837 habitants.